# Edward Jones (zawodnik lacrosse)
Edward Percy Jones (ur. 12 lipca 1881 w Greenwich w Londynie, zm. 17 listopada 1952 w Marylebone w Londynie) – brytyjski zawodnik lacrosse.
Był jednym z czołowych napastników lacrosse na południu Anglii pod koniec XIX i na początku XX wieku. Był zawodnikiem oburęcznym. Występował do wybuchu I wojny światowej.
Na igrzyskach olimpijskich w 1908 w Londynie wraz z kolegami zdobył srebrny medal.